# Вишня (приток Сана)
Вишня (укр. Вишня, пол. Wisznia) — река в Самборском, Львовском и Яворовском районах Львовской области Украины, а также в Перемышльском и Ярославском повятах Подкарпатского воеводства Польши. Правый приток реки Сан (бассейн Вислы).
Длина реки 79 км (из них в Польше — 15 км), площадь бассейна 1220 км². Долина реки в верховьях шириной 800 м, в низовьях 1-2 км. Пойма в нижнем течении заболочена. Русло извилистое, шириной от 2-6 м в верховье и до 20-30 м в устье. Глубина — 0,3-1,5 м. Уклон реки 0,85 м/км.
Истоки реки расположены юго-восточнее города Рудки. Течёт по Санско-Днестровской водораздельной равнине в основном с юго-востока на северо-запад. От города Рудки Вишня течёт на север и через 6 км поворачивает на северо-запад по направлению к городу Судовая Вишня. Украинско-польскую границу пересекает между сёлами Старява и Загорбы. Впадает в Сан напротив города Радымно в Польше.
Река образуется слиянием нескольких полевых ручьёв, один из которых берёт начало всего в 3 км от Днестра, текущего к Чёрному морю, тогда как воды Вишни текут к Балтийскому морю.
В черте города Рудки в Вишню впадает левый приток — Вишенка, значительно превышающий длину истока Вишни — длина Вишенки 20 км, а Вишни от истоков до города Рудки — всего несколько километров.

## Притоки
(км от устья)
- Стубенко (лв)
- Буцовский канал (лв)
- Млыновка (пр)
- Ковалики (пр)
- граница Польша-Украина
- 27 км: Сечня (лв)
- 32 км: Чёрный Поток (пр)
- 37 км: Хоросница (пр)
- 38 км: Млыновка (лв)
- 50 км: Раковка (пр)
- 73 км: Вишенка (лв)